# Stvořitelské božstvo
Stvořitel je typ božstva, které je v mnoha světových náboženstvích tvůrcem celého světa či vesmíru. Stvořitel bývá často nebeským božstvem a zpravidla je vševědoucí a všemocný, a nic nepředchází jeho existenci. Stvoření, které božstvo provádí, je vědomé, úmyslné a zdá se být od začátku naplánované, nedochází k žádnému postupu typu pokus-omyl. V takových mýtech stvořitel někdy po dokončení svého díla svět opouští a zasahuje do něj jen ve chvílích nejvyššího ohrožení. Takový typ božstva se někdy nazývá deus otiosus „nečinný bůh“. Někdy též některá ze stvořených bytostí naruší prvotní dokonalé stvoření.
Víra ve stvořitelské božstvo je typická především pro abrahámovská náboženství, kde je svět stvořen jediným bohem, jako je Jahve nebo Alláh. Některá náboženství mají více božstev, kterým je přisuzována role stvořitele; v hinduismu je tak typicky stvořitelem Brahmá, ale za stvořitele světa může být považován také Višnu, Šiva či Šaktí. Ve starších, védských, textech se objevují navíc stvořitelská božstva jako Pradžápati, Višvakarman nebo Tvaštar. V egyptském náboženství byl zase za stvořitele v různých mýtech označován Atum, Ptah nebo Amon. V jiných náboženstvích činu stvořitelskému aktu božstva už určitá existence předchází, například babylónský Marduk zabil Tiamat a z jejího těla vytvořil zemi a nebesa. Další stvořitelská božstva splývají s konceptem kosmického obra, prvotní bytosti, z jejíhož těla vznikl svět. Příkladem je čínský Pangu, védský Puruša nebo tahitský Ta'aroa, nebo jde o božský pár, světové rodiče, jako jsou maorští Rangi a Papa nebo japonští Izanagi a Izanami.
V rámci evolucionismu badatelů o náboženství 19. století, jako byl James Frazer nebo Edward Burnett Tylor, byl tento typ stvořitelského mýtu chápán jako objevující se pouze v nejvyšších stádiích vývoje lidských společností. Naopak v rámci hypotézy o pramonoteismu, například u Andrewa Langa nebo Wilhelma Schmidta, byl mýtus o stvořitelském božstvu považován za nejstarší. Ačkoliv hypotéza pramonoteismu byla opuštěna, její zastánci správně poukázali, že víra v nejvyšší stvořitelskou bytost je široce rozšířena v mnoha kulturách bez ohledu na stupeň vývoje, a to na celém světě.

## Příklady stvořitelských božstev

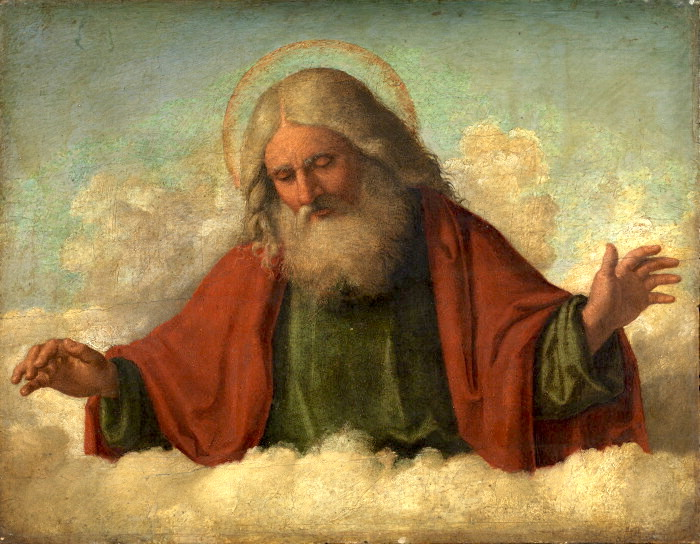
Křesťanský Bůh tvoří svět z ničeho a bez cizí pomoci, malba Cimy da Conegliano, cca 1510–1517

- Ahura Mazda – zarathuštrický stvořitel
- Demiurg – stvořitelská postava v platonismu a gnosticismu
- Nanabozho – první bytost a trickster v mýtech Algonkinů
- Unkulunkulu – zuluský stvořitel
- Virakoča – incký stvořitel
- Waheguru – sikhský stvořitel